# Seminário Diocesano de Nossa Senhora do Rosário
O Seminário Diocesano Nossa Senhora do Rosário é uma instituição de Educação Superior destinada à formação presbiteral da Diocese de Caratinga. Nele, são oferecidos os cursos superiores de Filosofia e Teologia. Localiza-se em Caratinga, MG. A Sementeira é seu órgão de divulgação, um informativo trimestral.

## Antecedentes históricos
O primeiro bispo (1920-1933), dom Carloto Fernandes da Silva Távora, em 1928, promoveu uma semana de estudos em Manhuaçu quando desenvolveu na diocese a Obra das Vocações Sacerdotais (OVS). Os alunos iam para Mariana e Crato.
Em 1938, dom João Batista Cavati retomou a ideia e pôs como sonho seu a criação de um seminário. Em 1942, dom Cavati adquiriu o terreno. Então, nomeou um diretor diocesano para a OVS, padre Antonio Vieira Coelho (1939-1942). Em 1946, a OVS se desenvolveu sob o padre Othon Fernandes Loures, com isso aumentou o número de seminaristas.
Em 1947, foi fundado um seminário preparatório na casa paroquial de Inhapim denominado de Pré-Seminário Nossa Senhora das Graças. Entre os alunos do Pré-Seminário estão padre Léssio Guedes, padre Pedro Crisólogo Rosa, dom Odilon Guimarães Moreira, padre José Venâncio Frias e monsenhor Raul Motta de Oliveira.
Por duas vezes, o Pré-Seminário funcionou como um seminário provisório. 
Em 1950, eram cinco alunos, enviados no ano seguinte para Mariana. A segunda tentativa foi em 1957. Tal medida foi motivada pela recusa de Mariana e depois Petrópolis, em receber nossos alunos. Outra pessoa importante que antecede a criação do seminário é monsenhor Aristides Marques da Rocha. Ele chegou a Caratinga em 1919 para preparar a chegada do primeiro bispo, dom Carloto. Entre suas obras mais importantes temos a catedral, o palácio episcopal, a igreja matriz de Santa Rita de Minas, o patronato e a igreja matriz da Conceição e queria entregar o seminário pronto ao bispo. 
Em 1957, o bispo dom Cavati benze a pedra fundamental do Seminário Diocesano dando-lhe o nome da devoção preferida de monsenhor Rocha: Nossa Senhora do Rosário. O primeiro projeto do prédio do Seminário Diocesano Nossa Senhora do Rosário foi feito pelo padre Rino José Diomiro Laghi Netto.

## História
O Seminário Diocesano de Caratinga foi criada pelo bispo dom José Eugênio Corrêa através do decreto de 1º de março de 1958. O funcionamento iniciou-se com a reitoria de padre José do Carmo Lima.  O prédio atual do seminário foi inaugurado em 1965 e esteve à frente de sua construção padre Rino Diomiro Laghi Netto, escritor, e doutor José de Paula Maciel.
Dom José Eugênio Corrêa, o quarto (1957- 1978) bispo diocesano de Caratinga, procurou incentivar o máximo a criação do seminário. Assim que tomou posse, anunciou que iria começar o seminário imediatamente. E no dia 1º de março de 1958, foi decretada a criação do Seminário Diocesano Nossa Senhora do Rosário.
O Seminário Diocesano começou a funcionar no Palácio Episcopal, onde eram dadas as aulas. Os padres e alunos dormiam nos salões, hoje, funciona a cúria diocesana. O primeiro reitor foi o padre José do Carmo Lima. Neste período eram 26 alunos: 7 no Curso de Admissão e 19 na Primeira Série Ginasial. As matérias lecionadas eram Português, Latim, Matemática (principais), Geografia, História do Brasil, Catecismo, História Sagrada (Bíblia) e Música. O segundo semestre de 1958 começou com a troca de reitores. Padre José do Carmo voltou para a paróquia de Caputira e assumiu o padre Ramón Canals i Casas, da Obra de Cooperação Sacerdotal Hispano-Americana.
Em 1959, o seminário diocesano mudou-se para a chácara da rua da Cadeia (Rua Cel. Antônio Saturnino). Padre Ramón Canals continua o Reitor; padre Odilon Sabino do Carmo, o disciplinário, e padre Raul Motta de Oliveira, o diretor espiritual.
Em 1960, assume a reitoria padre Odilon Sabino do Carmo. Padre Othon Fernandes Loures, vindo para Caratinga, ajuda também no seminário. Padre Antônio Fuentez e padre Xavier, foram procuradores do seminário, nesses primeiros anos. Em 1962, eram 31 alunos. Nesse ano, padre Raul se torna o quarto reitor do seminário.

## Construção do prédio
Dia 9 de maio de 1965, realizaram-se as solenidades de instalação do seminário diocesano de Caratinga, em seu novo edifício, mesmo sem terem sido terminadas todas as obras. No segundo semestre, instalou-se no seminário a recém-criada Gráfica Dom Carloto. 
Em 1966, dom Corrêa passou a residir no seminário. Padre Léssio Guedes era o procurador e padre Humberto Boreli, o diretor diocesano das vocações, organizando Clubes Vocacionais e núcleos da OVS nas paróquias. Assim o seminário estava construído e pronto para caminhar.

## Semana Temática
Desde 2003, o Seminário Diocesano Nossa Senhora do Rosário socializa suas discussões e pesquisas com a comunidade local através de semanas temáticas: Um ano, tema teológico; outro ano, tema filosófico. A experiência começou em 2003, sob a orientação do Pe. Ademilson Tadeu Quirino, com as turmas que compunham o curso teológico naquele ano. A formatação atual se deu em 2004, através dos alunos do 3º ano de filosofia, que resolveram a dar uma caráter mais formal, público e acadêmico ao evento.
O evento sempre acontece na semana que antecede o dia 7 de outubro (solenidade de N. Sra. do Rosário) e é conciliado aos festejos solenes da padroeira.
Os temas da Semana Temática durante esses anos foram:
- 2003: (1ª) - Teológica - Tema: "Igreja em comunicação: A arte da relação global.

- 2004: (2ª) - Filosófica - Tema: "Ética e Política: Por uma nova visão de poder".

- 2005: (3ª) - Teológica - Tema: "A mística da Eucaristia e o desafio da pós-modernidade".

- 2006: (4ª) - Filosófica - Tema: "O bom e o belo na construção do homem pós-moderno".

- 2007: (5ª) - Teológica - Tema: "Nossa recepção do Vaticano II".

- 2008: (6ª) - Filosófica - Tema: "A dignidade da pessoa humana".

- 2009: (7ª) - Teológica - Tema: "Quem dizeis que eu sou?".

- 2010: (8ª) - Filosófica - Tema: "O pensamento filosófico cristão no século XX".
- 2011: (9ª) - Teológica - Tema: “Iniciação Cristã: Caminho, Experiência e Encantamentos”.
- 2012: (10ª) - Filosófica - Tema: “A Filosofia Medieval e seus Reflexos no Pensamento Ocidental”.
- 2013: (11ª) - Teológica - Tema: “A Evangelização no Presente e no Futuro”.
- 2014: (12ª) - Filosófica - Tema: “A Dignidade da Política”.
- 2015: (13ª) - Teológica - Tema: “Ética cristã na Atualidade”.
- 2016: (14ª) - Filosófica - Tema: “Perspectivas filosóficas em Lima Vaz”.
- 2017: (15ª) - Teológica - Tema: “O Culto e a devoção Mariana na história da Igreja no Brasil”.
- 2018: (16ª) - Filosófica - Tema: "Em busca de um sentido antropológico".
- 2019: (17ª) - Teológica - Tema: "Espírito Santo, vida e alma da Igreja".
- 2020: Não houve, devido à pandemia de Covid-19.
- 2021: (18ª) - Teológica - Tema: "Diálogo: Compromisso de fraternidade e amor".
- 2022: (19ª) - Filosófica - Tema: "A importância do cuidado para a vida humana".
- 2023: (20°) - Teológica - Tema: "Revelação cristã na contemporaneidade: As interpelações de Deus para a realização humana".
- 2024: (21º) - Filosófica - Tema: "Civilização e Barbárie: a perene (re)construção da natureza humana."
- 2025: (22°) - Teológica - Tema: "Esperança Cristã: a vida humana à luz de Jesus Ressuscitado."

## Reitores
1º Pe. José do Carmo Lima (1958).
2º Pe. Ramón Canals i Casas (1958-1959).
3º Pe. Odilon Sabino do Carmo (1960-1961).
4º Pe. Raul Motta de Oliveira (1962-1968).
5º Pe. Othon Fernandes Loures (1968-1981).
6º Mons. Raul Motta de Oliveira (1982-1986).
7º Mons. Levy Paula Figueira (1987-1999).
8° Pe. José Moreira Bastos Neto (2000-2005).
9° Pe. Jamir Pedro Sobrino (2006-2011).
10° Pe. José do Carmo Vieira (2012-2020).
11° Pe. Geziel José de Almeida (desde 2021).